# H·F·罗克
H·F·罗克（法語：H. F. Roques，？—？），法国男子板球运动员。他曾代表法国参加1900年夏季奥林匹克运动会板球比赛，获得一枚银牌。